# The Man Who Walked Between the Towers
The Man Who Walked Between the Towers est un livre pour enfant écrit et illustré par l'auteur américain Mordicai Gerstein, publié en 2003 et lauréat de la médaille Caldecott en 2004. Il raconte l'histoire vraie du funambule Philippe Petit qui traversa en toute illégalité, le 7 août 1974, les deux tours jumelles du World Trade Center en équilibre sur un fil. 
L'œuvre de Mordicai Gerstein fut adaptée en 2005 par Michael Sporn dans un court métrage d'animation.